# Moritz Weißker
Kurt Moritz Weißker (* 8. November 1814 in Schleiz; † 22. Juni 1860 ebenda) war ein deutscher Gerbermeister und Abgeordneter.

## Familie
Weißker war ein Sohn des Amtmanns in Schleiz Friedrich Christian Weißker (1781–1852) und dessen Ehefrau Renate Karoline geborene Geldern. Seine Brüder Albrecht (1817–1898) und Otto (1808–1865) wurden ebenfalls Abgeordnete. Weißker, der evangelisch-lutherischer Konfession war, heiratete am 17. September 1844 in Schleiz Auguste Karoline Pass(ß)olt (* 4. August 1817 in Schleiz; † 4. Juli 1895 ebenda), die Tochter des Lohgerbers Johann Christian Pass(ß)olt in Schleiz. Heinrich Weißker (* 1854) ist ein Neffe. Der Abgeordnete Gustav Behr und Gustav Passolt waren Schwäger.

## Leben
Weißker machte eine kaufmännische Lehre und arbeitete danach in der Buchführung bei seinem Onkel, dem Kaufmann August Gottfried Weißker in Schleiz. Ab Ostern 1830 machte er eine Lehre als Gerber bei Kommerzienrat Heinrich Philipp Knoch in Hirschberg (Saale). 1833 wurde er zum Militärdienst einberufen, stellte jedoch für 69 Taler einen Stellvertreter und musste nicht dienen. Stattdessen war er in Deutschland, Österreich, Oberitalien und der Schweiz auf Wanderschaft.
1839 machte er sich als Gerber in Schleiz selbstständig. 1845 erwarb er zusätzlich eine Handelskonzession für Zigarren. 1856 wurde die Gerberei durch einen Großbrand zerstört und bis 1857 an anderer Stelle wieder aufgebaut.
Vom 25. Januar bis zum 6. September 1860 war er Mitglied im Landtag Reuß jüngerer Linie. Im Landtag war er stellvertretender Schriftführer.